# Rotterdamse Scheidsrechters Vereniging
De Rotterdamse Scheidsrechters Vereniging of kortweg RSV is een vereniging die scheidsrechters in de regio Rotterdam ondersteunt met training en opleiding.
De vereniging is opgericht op 9 mei 1924. De leden zijn vooral voetbalscheidsrechters of andere officials. De vereniging heeft een aantal bekende scheidsrechters als lid. De RSV is aangesloten bij de COVS.